# Aristidis Mumoglu
Aristidis Mumoglu (gr. Αριστείδης Μούμογλου; ur. 1942 w Werii) – grecki koszykarz występujący na pozycji rzucającego obrońcy.
13 lipca 1972 ustanowił rekord strzelecki ligi greckiej, zdobywając w trakcie wygranego 172-94 spotkania z zespołem Vizantinos Athlitikos Omilos 145 punktów. W związku z tym wynikiem miały miejsce pewne kontrowersje. Toczono spory czy były to 143, czy 145 punktów, kiedy piłka wleciała do kosza po sygnale końcowym, ostatecznie w oficjalnych kronikach rekordów widnieje wynik 145 punktów.
Na kilka lat przerwał karierę koszykarską, aby zdobyć wykształcenie na Uniwersytecie Arystotelesa w Salonikach.

## Osiągnięcia
Drużynowe
- Wicemistrz Grecji (1962, 1964)

Indywidualne
- Lider strzelców ligi greckiej (1972)